# Донжуанский список Пушкина

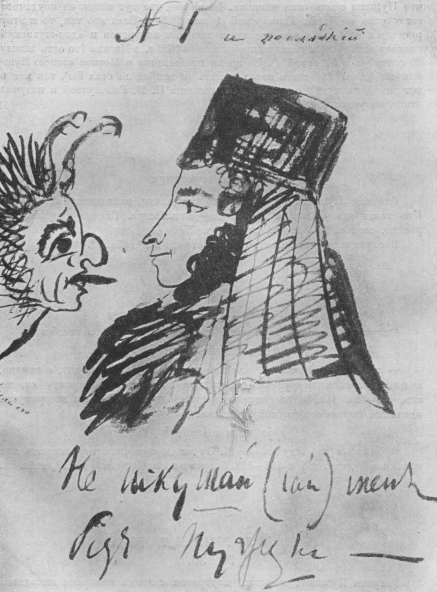
Пушкин в образе монаха, искушаемого бесом, подпись: «Не искушай (сай) меня без нужды». Автопортрет, помещённый в альбоме Ушаковых сразу после донжуанского списка

Донжуанский список Пушкина — два параллельных списка женщин, которыми увлекался А. С. Пушкин и/или с которыми был близок, в хронологическом порядке. Пушкин сам составил их в 1829 году в альбоме Елизаветы Николаевны Ушаковой. Впервые списки были напечатаны в 1887 году в «Альбоме Пушкинской выставки 1880 года», где в «Биографическом очерке» А. А. Венкстерна было указано: «по объяснению П. С. Киселева [мужа одной из сестёр Ушаковых] — это дон-жуанский список поэта, то есть, перечень всех женщин, которыми он увлекался». Первой посвящённой спискам работой явилась статья Н. О. Лернера «Дон-Жуанский список». Популярность термин получил после одноимённой работы П. К. Губера (1923).
Широко известно также высказывание поэта в письме к В. Ф. Вяземской (1830): «Моя женитьба на Натали (это, замечу в скобках, моя сто тринадцатая любовь) решена» (Mon mariage avec Natalie (qui par parenthèse est mon cent-treizième amour) est décidé); вероятнее всего иронический характер этой цифры, вообще характерный для тона переписки Пушкина с Вяземскими (чуть выше в письме Пушкин сравнивает «первую любовь» со «второй»). Любопытно, что и сама княгиня Вера Фёдоровна, по-видимому, фигурирует в составленном Пушкиным списке из альбома Ушаковых.

## Текст записи в альбоме Ушаковых
Составлена в 1829 году. Впервые напечатана факсимильно в «Альбоме Пушкинской выставки 1880 года», М. 1887, табл. 4, 5, 6, после стр. 116. Представляет собой запись в два столбца. По мнению В. В. Вересаева, в первой части списка — имена женщин, которых Пушкин любил сильнее, во второй — женщины, которыми он был увлечён.
| Наталья I    | Мария      |
| Катерина I   | Анна       |
| Катерина II  | Софья      |
| NN           | Александра |
| Кн. Авдотья  | Варвара    |
| Настасья     | Вера       |
| Катерина III | Анна       |
| Аглая        | Анна       |
| Калипсо      | Анна       |
| Пульхерия    | Варвара    |
| Амалия       | Елизавета  |
| Элиза        | Надежда    |
| Евпраксея    | Аграфена   |
| Катерина IV  | Любовь     |
| Анна         | Ольга      |
| Наталья      | Евгения    |
|              | Александра |
|              | Елена      |
|              | Елена      |
|              | Татьяна    |
|              | Авдотья    |

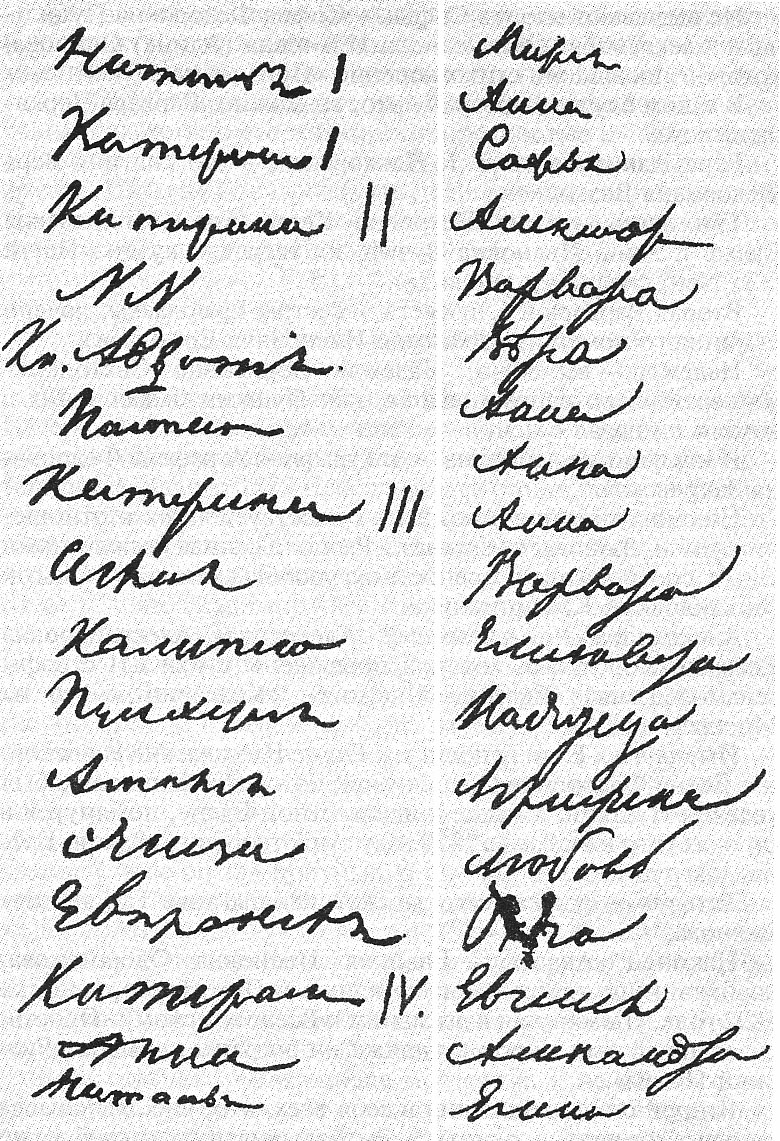
Два списка женских имен. Конец второго не уместился на страничке альбома, и три имени перешли на следующую страницу.

Существует несколько расшифровок ряда имён из этих списков.

## Первый список
- «Наталья I» — вероятно, актриса царскосельского театра («К Наталье», «Посланье к молодой актрисе») или гр. Наталья Викторовна Кочубей (1800—1855), которой посвящены стихотворения «Воспоминаньем упоенный»  и «Чугун кагульский, ты священ».

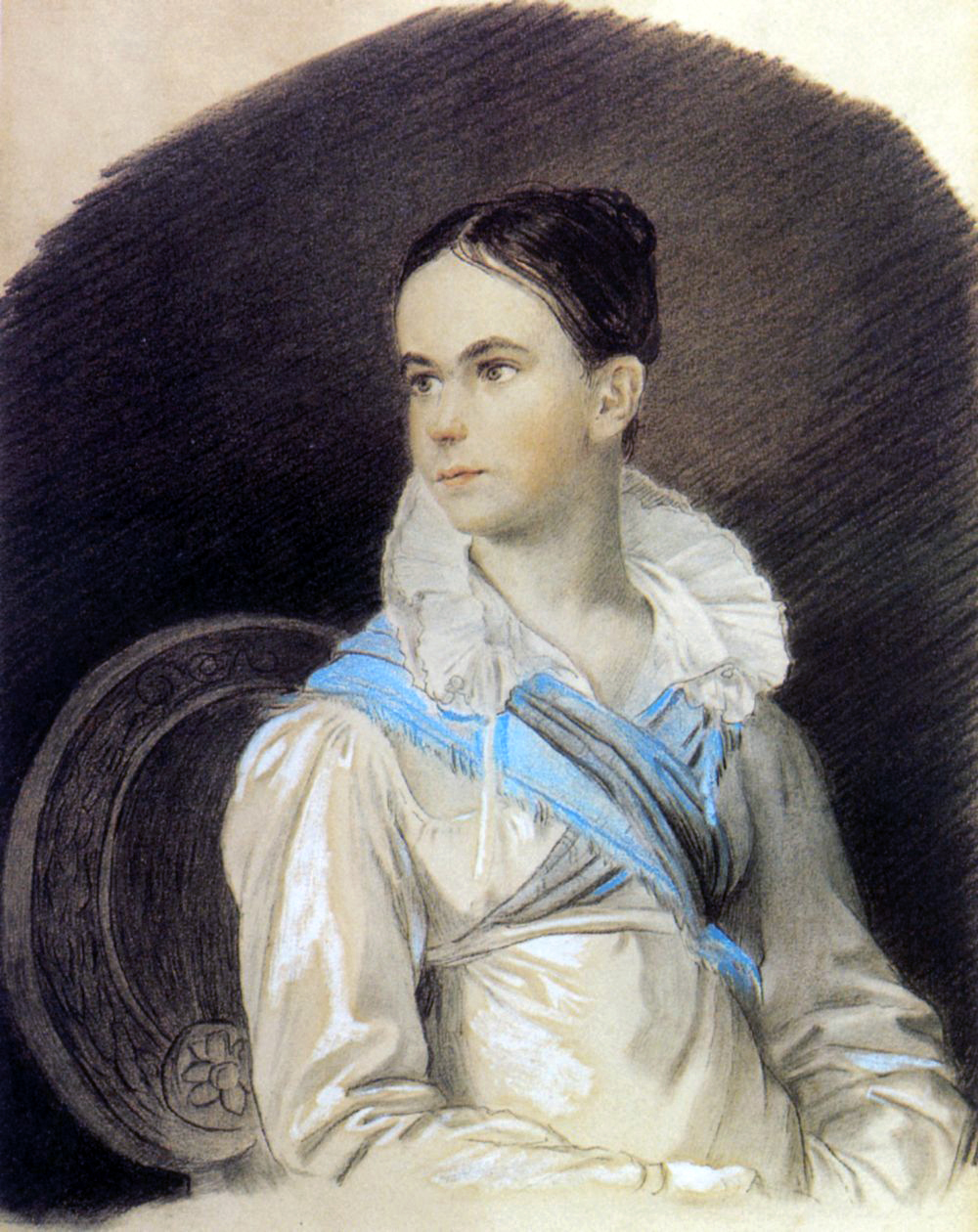
Н. В. Кочубей

- «Катерина I» — Екатерина Павловна Бакунина (1795—1869) — сестра лицейского товарища Пушкина, предмет его безответной любви, фрейлина, художница. Адресат стихотворений: «К живописцу», «Итак я счастлив был», «Слеза», «Окно», «Осеннее утро», «Разлука», «Бакуниной» и др. В 1834 году Е. Бакунина выходит замуж за А. А. Полторацкого[4].

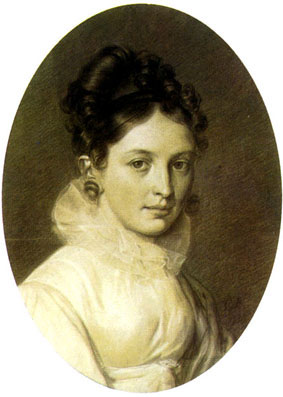
Е. П. Бакунина

- «Катерина II» — вероятно, Екатерина Андреевна Карамзина, урождённая Колыванова (1780—1851) — жена историографа Карамзина, сестра П. А. Вяземского. Известно, что Пушкин вздумал за ней «приволокнуться» в 1819 году и был поднят супругами на смех, после чего Екатерина Андреевна осталась другом поэта.

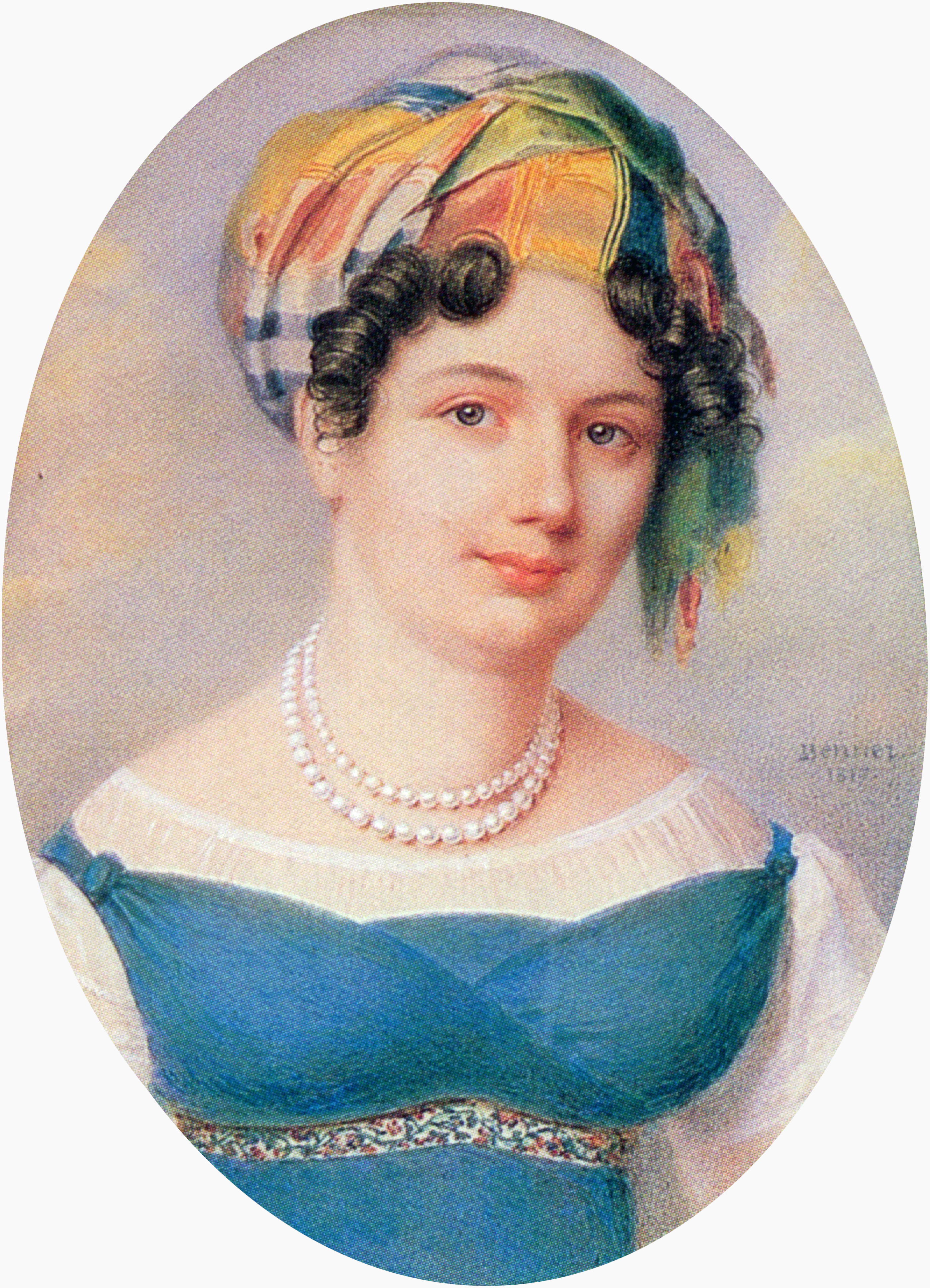
Е. А. Карамзина

- «NN» — Утаённая любовь Пушкина — предположительно, глубокое чувство, испытанное поэтом на юге. С ним обычно связывают поэму «Бахчисарайский фонтан» и ряд стихотворений. По одной из версий, «утаённая любовь» выступает в собственноручном донжуанском списке под литерами NN. Пушкинистами предлагалось множество теорий о том, кто была вдохновительницей утаённой любви — Мария Раевская (впоследствии княгиня Волконская, жена декабриста), Каролина Собаньская, Екатерина Карамзина (версия Ю. Н. Тынянова) и многие другие, вплоть до экзотической гипотезы Д. Дарского о пленной татарке Анне Ивановне, компаньонке Раевских. Существует также точка зрения, согласно которой легенда об утаённой любви Пушкина представляет собой вымысел[5].

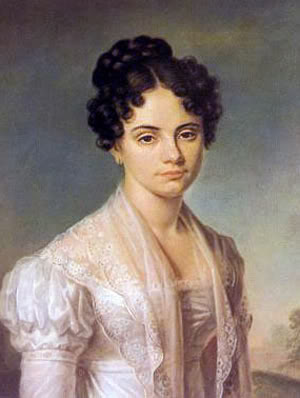
Мария Волконская

- «Кн. Авдотья» — княгиня Евдокия Ивановна Голицына, урождённая Измайлова (1780—1850) — первая петербургская возлюбленная Пушкина, хозяйка салона (Пушкин явно не собирался скрывать её личность, выписывая титул).

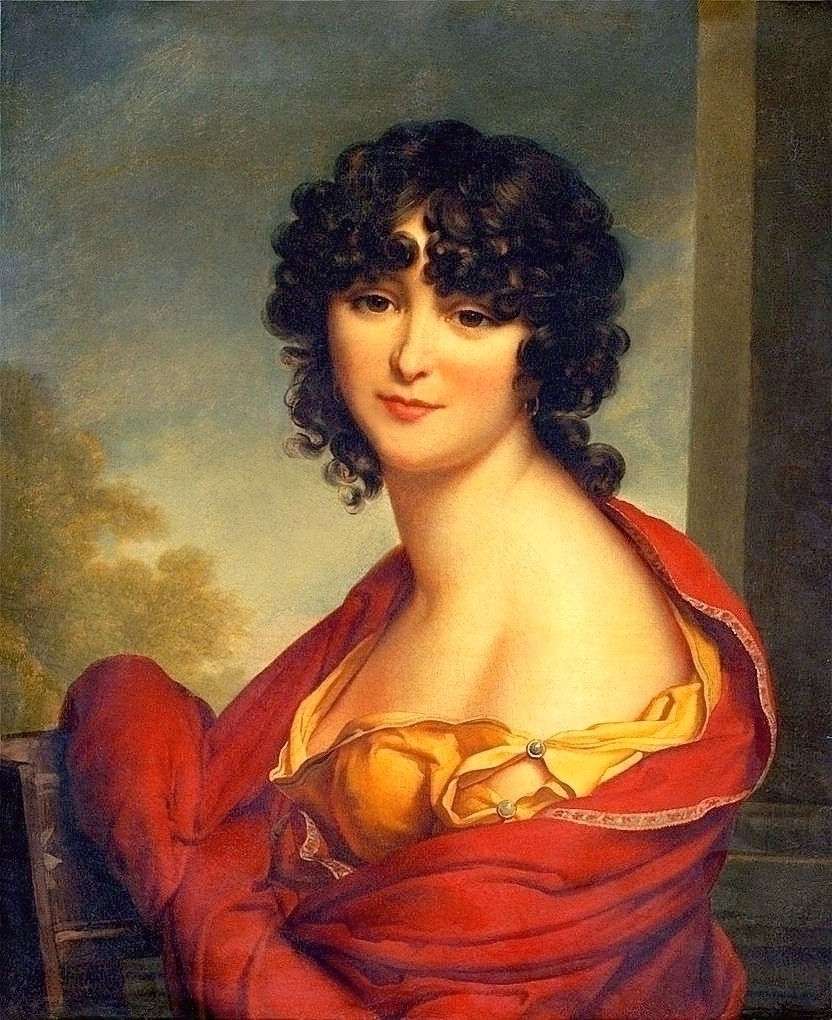
А. И. Голицына

- «Настасья» — (?)
- «Катерина III» — вероятно, Екатерина Николаевна Раевская (1797—1885), по мужу (с мая 1821 года) Орлова.

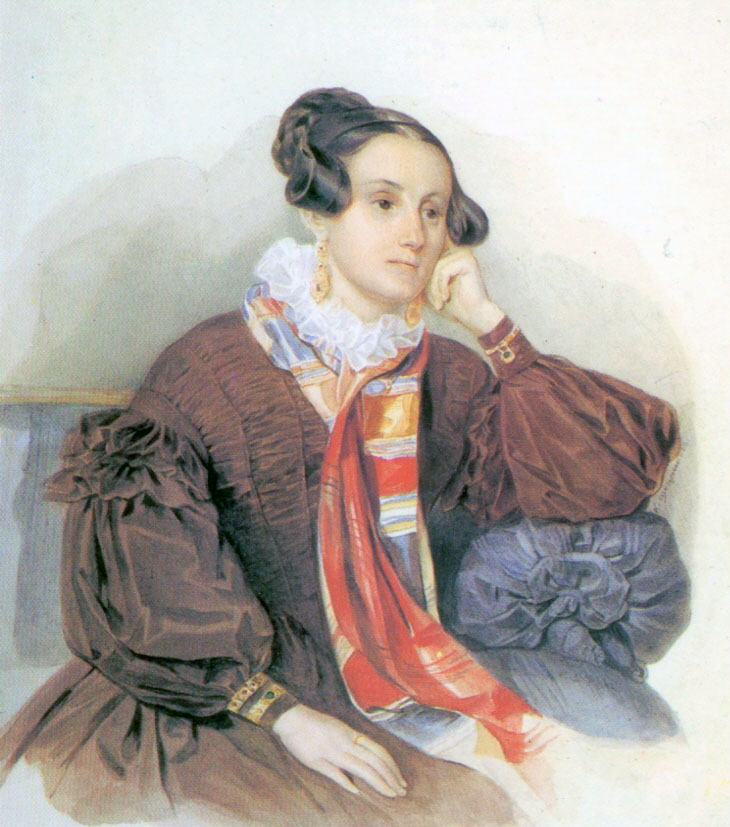
Е. Н. Раевская (Орлова)

- «Аглая» — Аглая Давыдова[6][7] — дочь французского эмигранта герцога де Граммона, жена А. Л. Давыдова, адресат нескольких иронических эпиграмм, в том числе знаменитой «Иной имел мою Аглаю…»

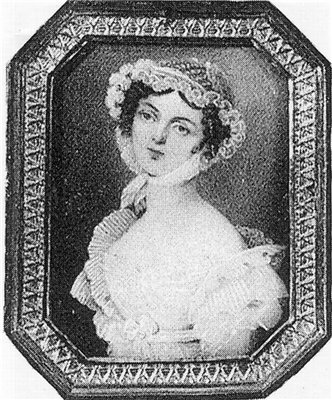
Аглая Давыдова

- «Калипсо» — Калипсо Полихрони[8] (1803—18..) — гречанка, бежавшая в 1821 году вместе с матерью из Константинополя в Кишинёв, где с ней познакомился А. С. Пушкин. К ней обращено его стихотворение «Гречанке» и рисунок «Портрет Калипсо» (1821)[9].

- Калипсо.
рис. А. С. Пушкина

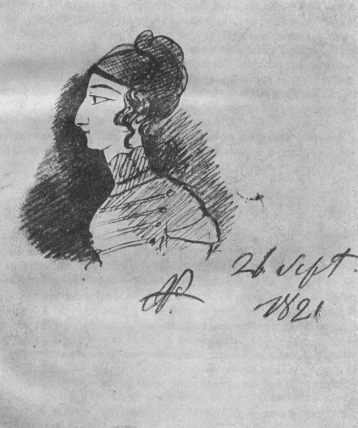
Калипсо. рис. А. С. Пушкина

- «Пульхерия» — Пульхерия Егоровна Варфоломей (1802—1863) — по мужу Мано; дочь влиятельного молдаванина, славилась своей красотой, Пушкин увлекался ею во время своего пребывания в Кишинёве[10].
- «Амалия» — Амалия Ризнич (1803—1824) — 20-летняя жена одесского коммерсанта, дочь австрийского банкира, умерла в Италии; адресат стихотворений «Ночь», «Для берегов отчизны дальной», «Под небом голубым страны своей родной».
- «Элиза» — Елизавета Ксаверьевна Воронцова, урождённая Браницкая[11] (1792—1880) — 30-летняя жена одесского губернатора, графиня, адресат многих пушкинских стихов: «Ненастный день потух…», «Желание славы», «Кораблю», «Прощание» и др. Пушкин неоднократно изображал её в рукописях.

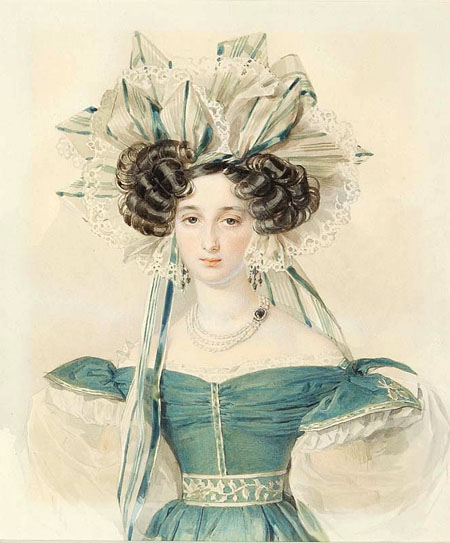
Е. К. Воронцова. Ок. 1823 года

- «Евпраксия» — Евпраксия Николаевна Вульф (1809—1883), по мужу (с июля 1831 года) бар. Вревская, домашнее имя — Зина, или Зизи. Дочь П. А. Осиповой, соседки Пушкина по Михайловскому. К ней обращены стихотворения «Если жизнь тебя обманет» и «Вот, Зина, вам совет».

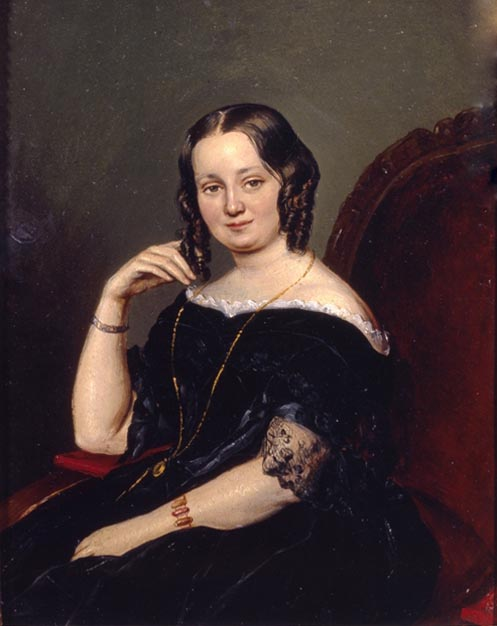
Е. Н. Вревская

- «Катерина IV» — возможно, Екатерина Николаевна Ушакова[12] (1809—1872) или Екатерина Васильевна Вельяшева (1812—1865), по мужу (с 1834 года) Жандр.

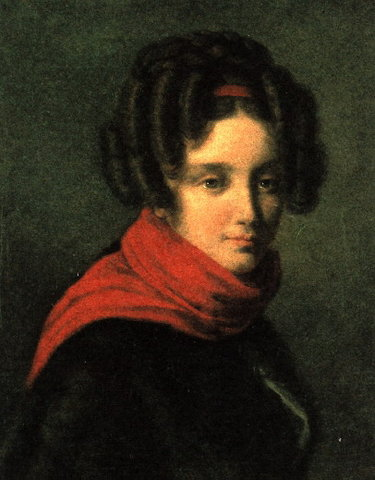
Е. Н. Ушакова

- «Анна» — скорее всего, Анна Оленина. Анна Оленина, по мужу Андро (1808—1888) — фрейлина, в 1829 году Пушкин к ней сватался, но получил отказ[13]. К ней обращено знаменитое «Я вас любил…».

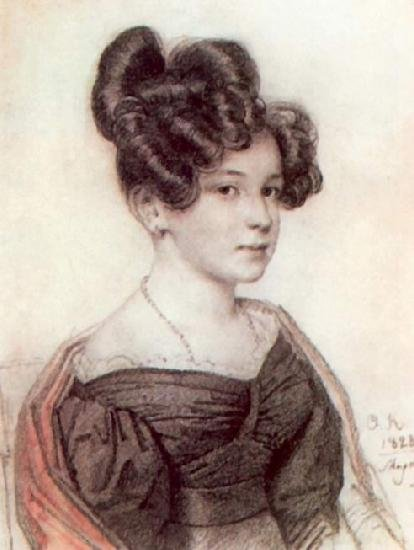
А. А. Оленина

- «Наталья» — Наталья Николаевна Гончарова (1812—1863), будущая жена Пушкина.

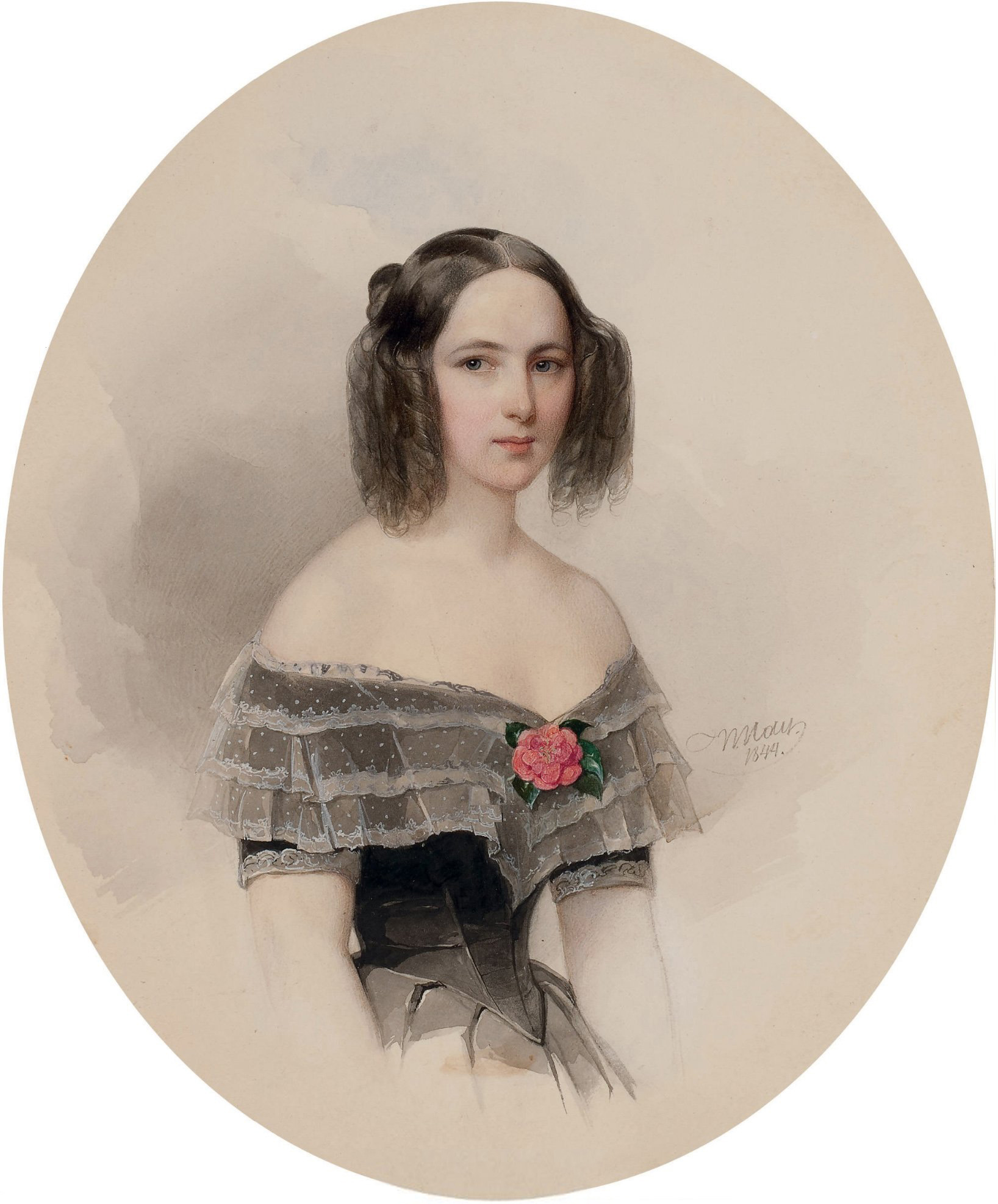
Н. Н. Гончарова

## Второй список

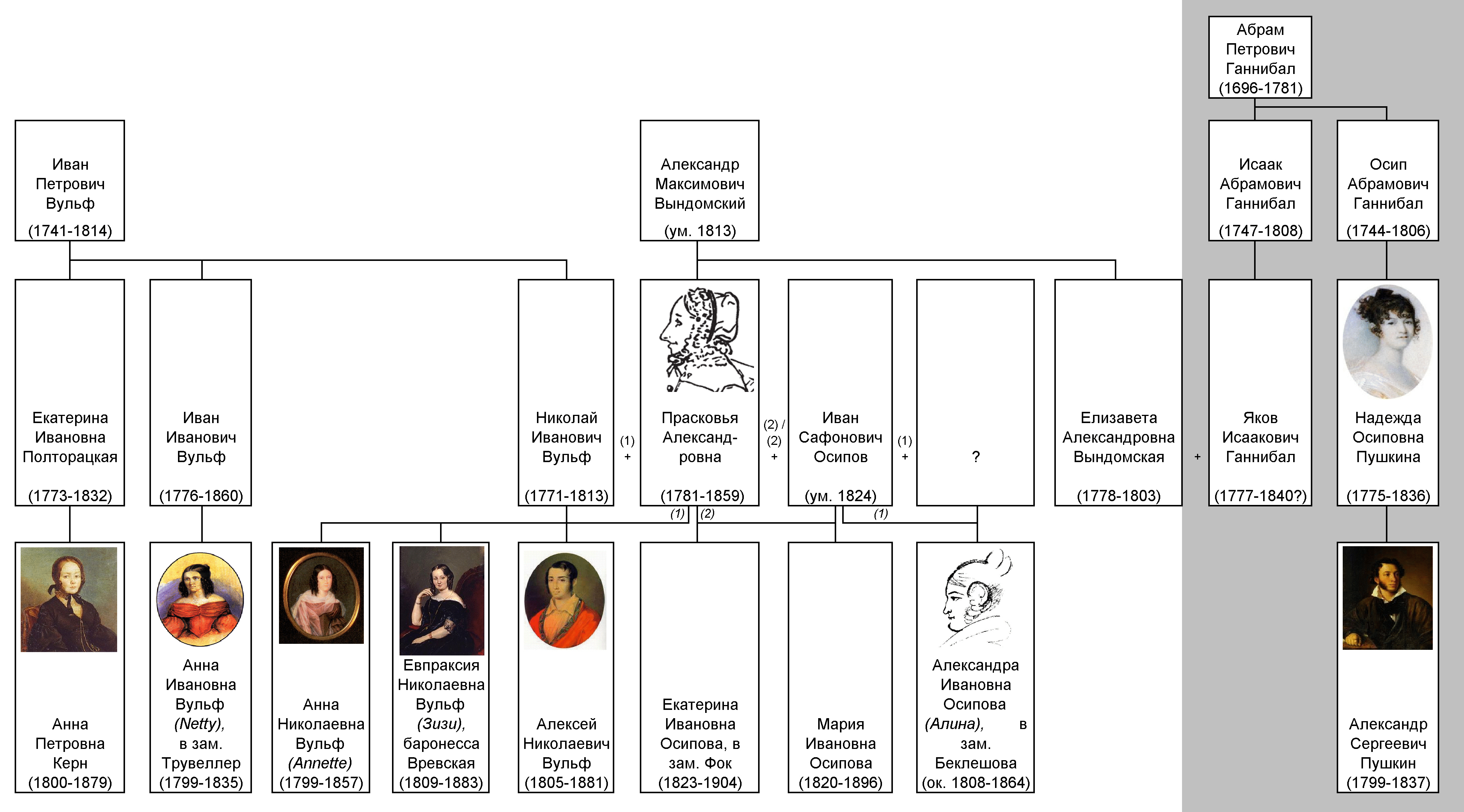
Обитатели Тригорского: Пушкина связывали отношения с 5 или 6 дамами и барышнями из семьи Вульфов

- «Мария» — (?) может быть Мария Николаевна Раевская, Мария Егоровна Эйхфельдт, Мария Васильевна Борисова, кн. Мария Аркадьевна Голицына.

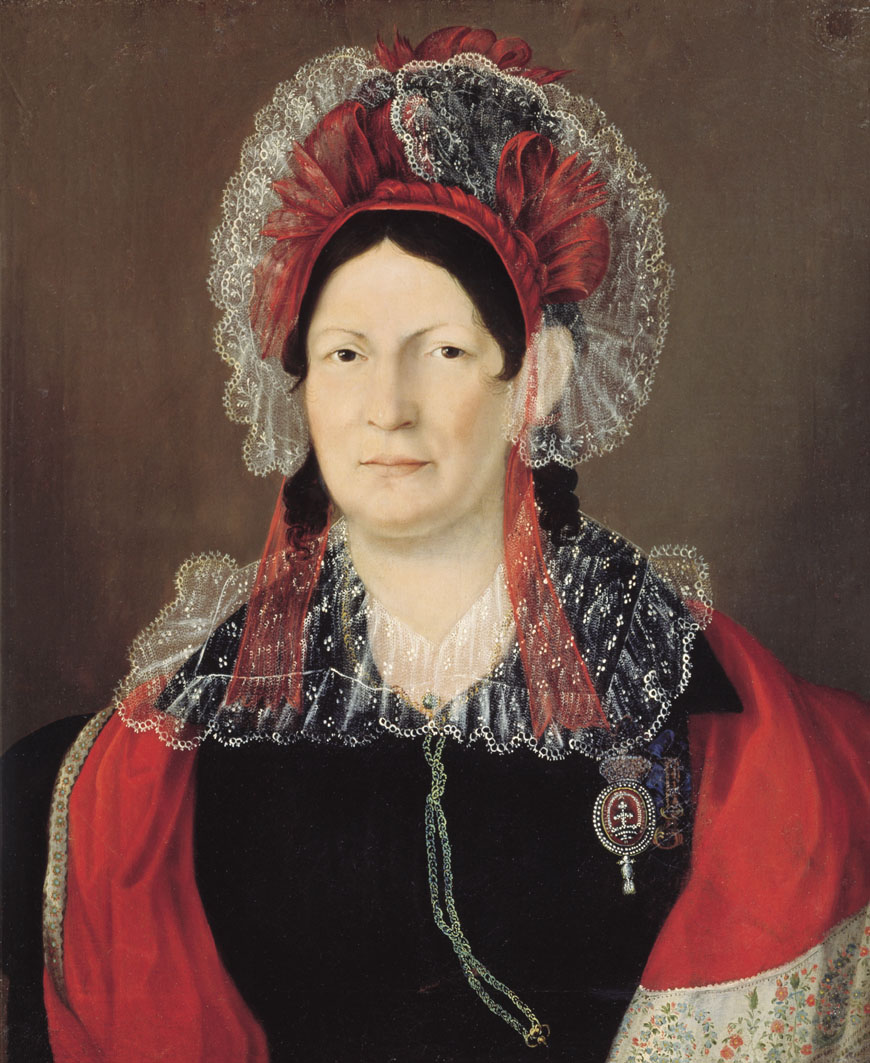
М.А.Голицына

- «Анна» — вероятно, Анна Николаевна Вульф (1799—1857), дочь П. А. Осиповой. Ей посвящены стихотворения «К имениннице» и «Я был свидетелем златой твоей весны».
- «Софья» — Софья Фёдоровна Пушкина (1806—1862), дальняя родственница Пушкина, воспитывалась у Е. В. Апраксиной, Пушкин сватался за неё в 1826 году, но она вышла замуж за Панина. О ней стихотворения «Ответ Ф. Т.» и «Зачем безвременную скуку…».

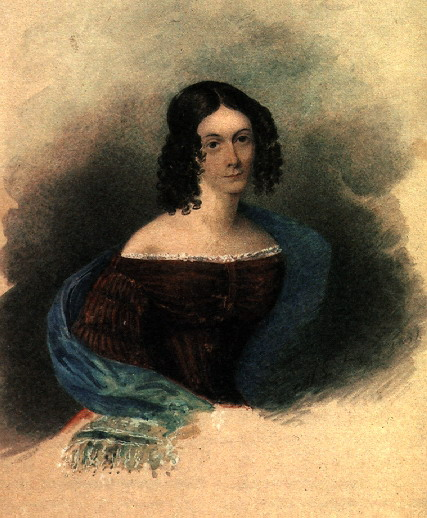
С. Ф. Пушкина (Панина)

- «Александра» — Александра Ивановна Осипова, по мужу Беклешова, падчерица П. А. Осиповой. Ей посвящено «Признание»[14].

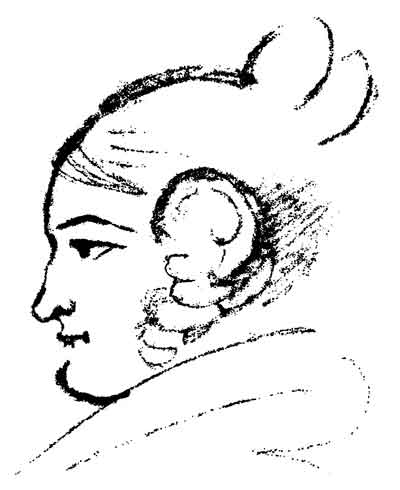
Александра Осипова

- «Варвара» — возможно, Черкашенинова Варвара Васильевна (1802—18 III 1869) — близкая знакомая семьи Вульфов[15].
- «Вера» — княгиня Вера Фёдоровна Вяземская (1790—1886), урожд. княжна Гагарина, жена (с 1811 года) приятеля Пушкина кн. П. А. Вяземского.

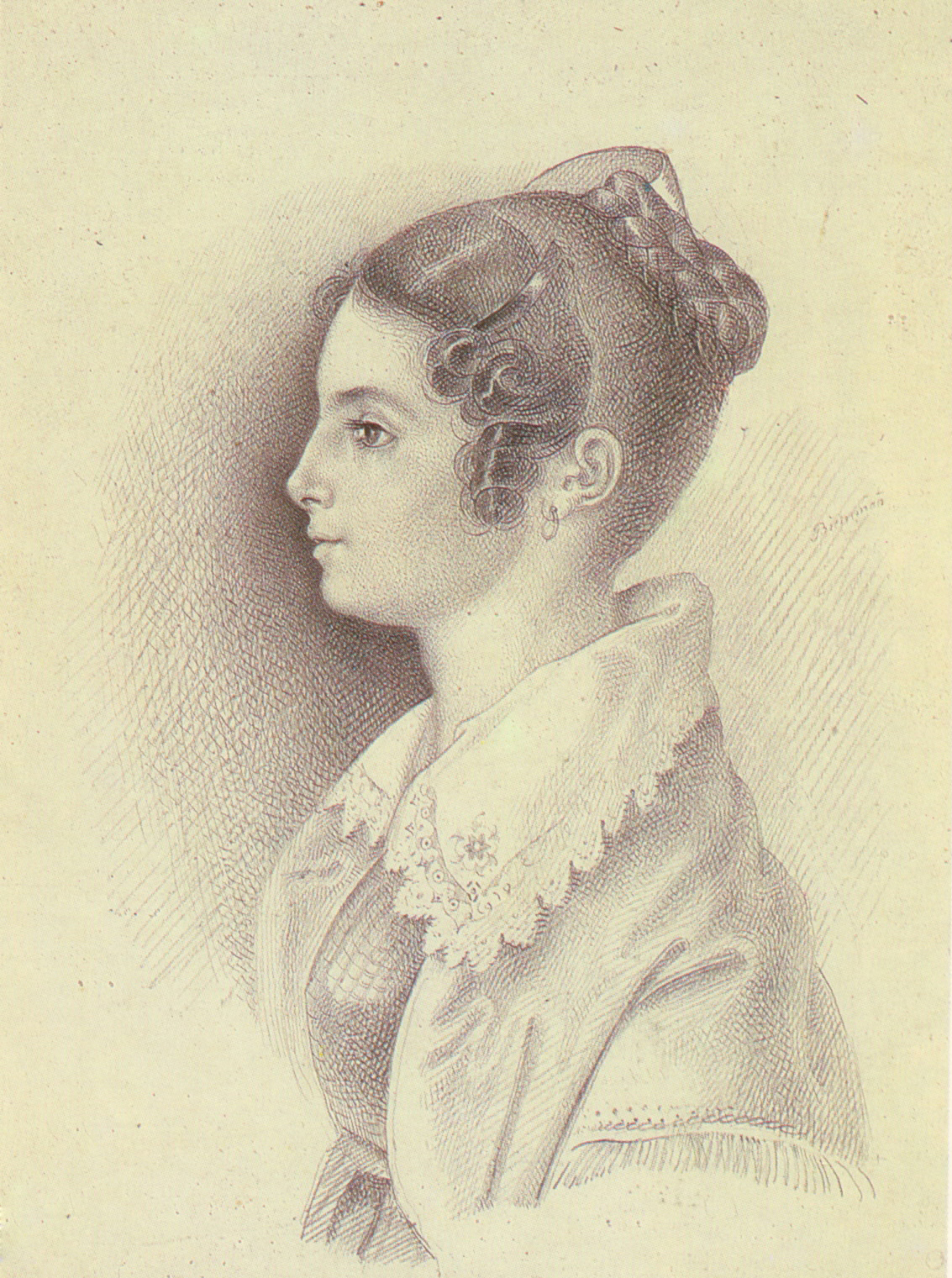
В. Ф. Вяземская

- «Анна» — Анна Ивановна Вульф (ок. 1801—1835), племянница П. А. Осиповой, замужем (с 1834 года) за В. И. Трувеллером. Её знакомство с Пушкиным состоялось в марте 1825 года в Тригорском.

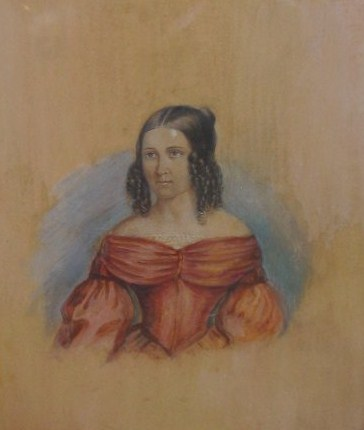
А. И. Вульф

- «Анна» — Анна Керн (1800—1879),— адресат самого известного любовного стихотворения Пушкина — «К * * *» («Я помню чудное мгновенье…»), хотя в биографии Пушкина и шутливое игровое увлечение в Псковской губернии, и мимолётная близость через три года в Петербурге серьёзной роли не играли; в письмах Пушкина друзьям есть и довольно циничные замечания о Керн.
- «Анна» -
- «Варвара» — ?
- «Елизавета» — скорее всего, это Елизавета Михайловна Хитрово (1783—1839), урожд. Голенищева-Кутузова.

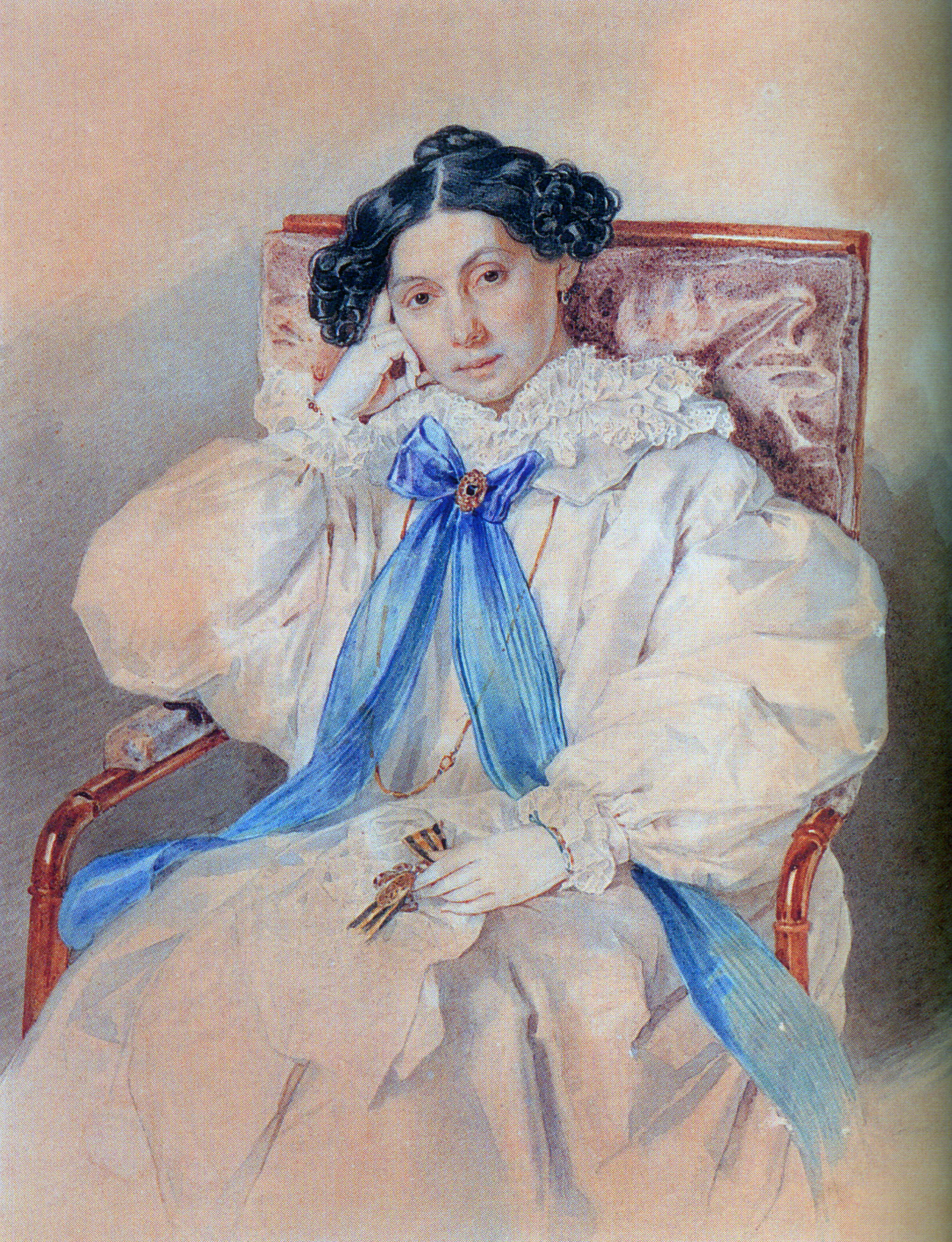
Елизавета Хитрово

- «Надежда» — ?
- «Аграфена» — гр. Аграфена Федоровна Закревская (1799—1879), урожд. гр. Толстая, известная красавица. Ей посвящены стихотворения «Портрет» («С своей пылающей душою») «Наперсник», «Счастлив, кто избран своенравно».

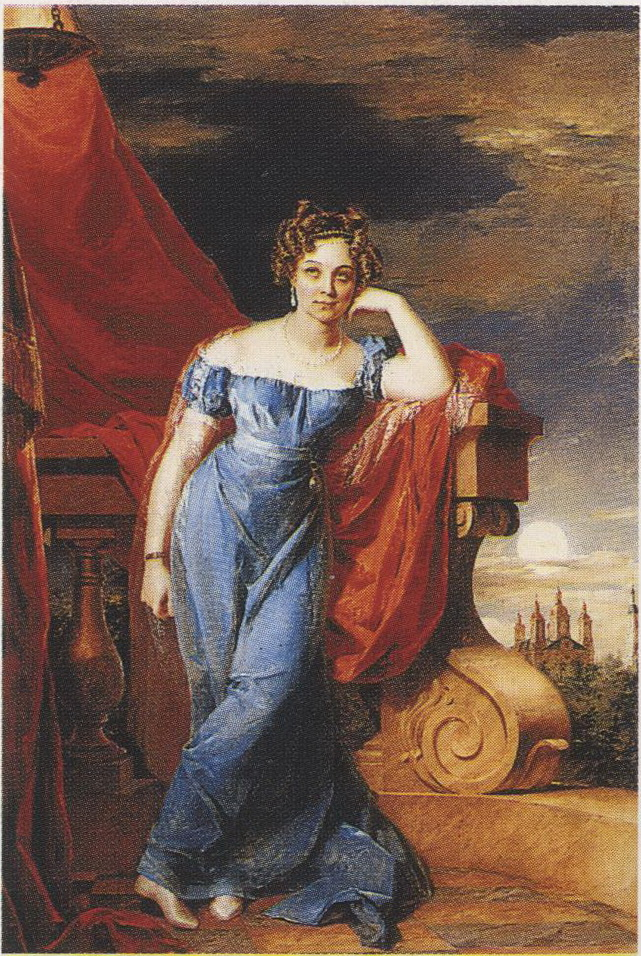
Аграфена Федоровна Закревская

- «Любовь» — ?
- «Ольга» — Ольга Калашникова[16] — псковская крепостная, мать ребёнка Пушкина (Павла, умершего во младенчестве).
- «Евгения» — ?
- «Александра» — Александра Александровна Римская-Корсакова, сестра приятеля Пушкина Г. А. Римского-Корсакова.

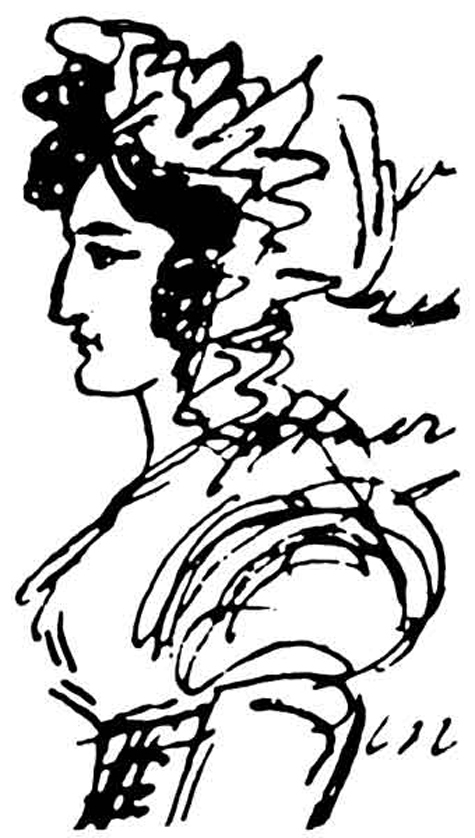
А. А. Римская-Корсакова

- «Елена» — может быть, Елена Николаевна Раевская (1803—1852), Елена Михайловна Горчакова (1794—1855) или Елена Фёдоровна Соловкина.

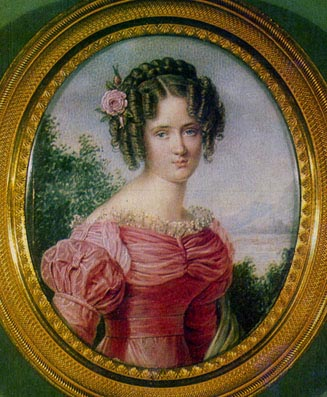
Е. Н. Раевская

- «Елена» — ?
- «Татьяна» — возможно, Демьянова Татьяна Дмитриевна (1810—1876) — цыганка, певица московского цыганского хора.
- «Авдотья» — ?